# Starsystem
Unter dem Starsystem versteht man die Methode, nach der im Studiosystem von Hollywood Filmschauspieler als Stars herausgebracht wurden. Das Starsystem entstand in den 1920er Jahren und endete in den 1950er Jahren.

## Praxis und Geschichte in den USA
Das System stammte aus der Theaterpraxis vom Ende des 19. Jahrhunderts und hatte sich beim New Yorker Theatrical Syndicate bewährt. Charakteristisch für das Starsystem ist die exklusive Bindung eines Stars an eine einzige Filmproduktionsgesellschaft, die den Mitarbeiter zu diesem Zweck langfristig (5–7 Jahre) unter einen Studiovertrag  nimmt. Der Glanz der Hollywoodstudios basierte auf dem Glanz der Stars, die dort verpflichtet waren. Metro-Goldwyn-Mayer, von allen Unternehmen in Hollywood dasjenige, das das Starsystem am weitesten auf die Spitze trieb, warb mit dem Slogan All the Stars in Heaven (deutsch: „alle Stars [=Sterne] am Himmel“). Der Ruf, den die Öffentlichkeitsarbeitsabteilungen der Unternehmen für ihre Stars entwickelten – häufig unter vollständiger Neuerfindung einer Biografie – war ganz auf das Image des jeweiligen Studios zugeschnitten.
Die Darsteller waren durch mehrjährige Verträge an das Unternehmen gebunden und zur Mitwirkung an einer bestimmten Anzahl von Filmen pro Jahr verpflichtet. Unter den Produktionsprojekten (Drehbüchern), die ihnen vorgelegt wurden, konnten sie eine Auswahl treffen. Der Vertrag garantierte eine – häufig sehr hohe – Gage, prominente Stars hatten oft auch Anspruch auf top billing, d. h. Nennung ihres Namens über dem Filmtitel an erster Stelle. Die bedeutendsten Stars eines Unternehmens konnten mit Drehbüchern rechnen, die ihnen auf den Leib geschrieben waren, oft hatten sie auch Einfluss auf die Wahl des Regisseurs und ihrer Partner vor der Kamera. Viele Unternehmen behandelten ihre Stars wie „kleine Götter“, der wirkliche Einfluss der Stars endete jedoch in der Regel dort, wo die unternehmerischen Interessen der Produktionsgesellschaft begannen. Da die Vermarktbarkeit eines Stars unter den Bedingungen des Starsystems stark von seinem Wiedererkennungswert abhing, beeinträchtigte das Type-Casting die Darsteller insbesondere in ihrer Freiheit zur künstlerischen Entfaltung.
Auch Nebendarsteller und Darsteller, die keinen Starrang hatten, erhielten im Studiosystem langfristige und exklusive Verträge, wurden jedoch schlechter bezahlt und konnten keine Starprivilegien in Anspruch nehmen.
Die Regel, dass Stars an ein einziges Unternehmen gebunden waren, wurde durchbrochen durch die Praxis der Unternehmen, sich Darsteller auf Gegenseitigkeitsbasis „auszuleihen“ (Loan-Out).
Das Starsystem zerbrach mit der Krise, in die die US-amerikanische Filmindustrie in den 1950er Jahren geriet. Die traditionellen langfristigen Verträge wurden nach und nach durch one picture deals (Verträge, die die Darsteller zur Mitwirkung an einem einzelnen Film verpflichteten) ersetzt.

## Vergleichbare Bedingungen in anderen Ländern

### Deutschland
In Deutschland begann sich ein Starsystem mit dem Aufstieg der 1919 gegründeten Ufa herauszubilden, da hier große Produktionsbudgets zur Verfügung standen und die Ufa-eigene Kinokette hohe Einspielergebnisse garantierte. Den populärsten Darstellern wie Emil Jannings, Pola Negri, Lya de Putti oder Conrad Veidt konnten dadurch Gagen auf einem Niveau gezahlt werden, das sich mit Hollywood messen konnte.
In der Zeit des Nationalsozialismus trieb Propagandaminister Joseph Goebbels die Entwicklung des Starsystems weiter voran, da die Stars benötigt wurden, um dem Regime Glamour zu verleihen und da viele der populärsten Stars wie Marlene Dietrich und Greta Garbo nach Hollywood gegangen waren. Wieder war es vor allem die finanzstarke Ufa, die die neuen Stars wie Zarah Leander oder Marika Rökk hervorbrachte und aufbaute. Zu den höchstbezahlten Darstellern zählten aber auch Künstler wie Hans Albers, deren Karriere bereits vor 1933 begonnen hatte (siehe auch: Nationalsozialistische Filmpolitik). Das nationalsozialistische Starsystem ging 1945 unter.
Obwohl aus der deutschen Filmindustrie auch nach dem Ende des Zweiten Weltkriegs weiterhin international bekannte Stars wie beispielsweise Lilli Palmer, Romy Schneider, Jürgen Prochnow, Armin Mueller-Stahl oder Til Schweiger hervorgegangen sind, dienten diese nie mehr als „Galionsfiguren“ für individuelle Produktionsunternehmen; insofern ist der Begriff „Starsystem“ hier nicht anwendbar. In der DDR hatten viele Schauspieler Verträge mit der DEFA oder dem DFF und gehörten den jeweiligen Schauspielensembles an. Ein „Starsystem“ konnte es schon aus politischen Gründen nicht geben.

### Indien
Das sogenannte Bollywood-Kino wird von einem ausgeprägten Starsystem getragen. Stars des zeitgenössischen Hindi-Films sind Shahrukh Khan, Hrithik Roshan, Abhishek Bachchan, Aishwarya Rai, Preity Zinta, Priyanka Chopra oder Rani Mukerji. Einige dieser Schauspieler treten mittlerweile auch im westlichen Kino in Erscheinung.